# Laura Ferrara

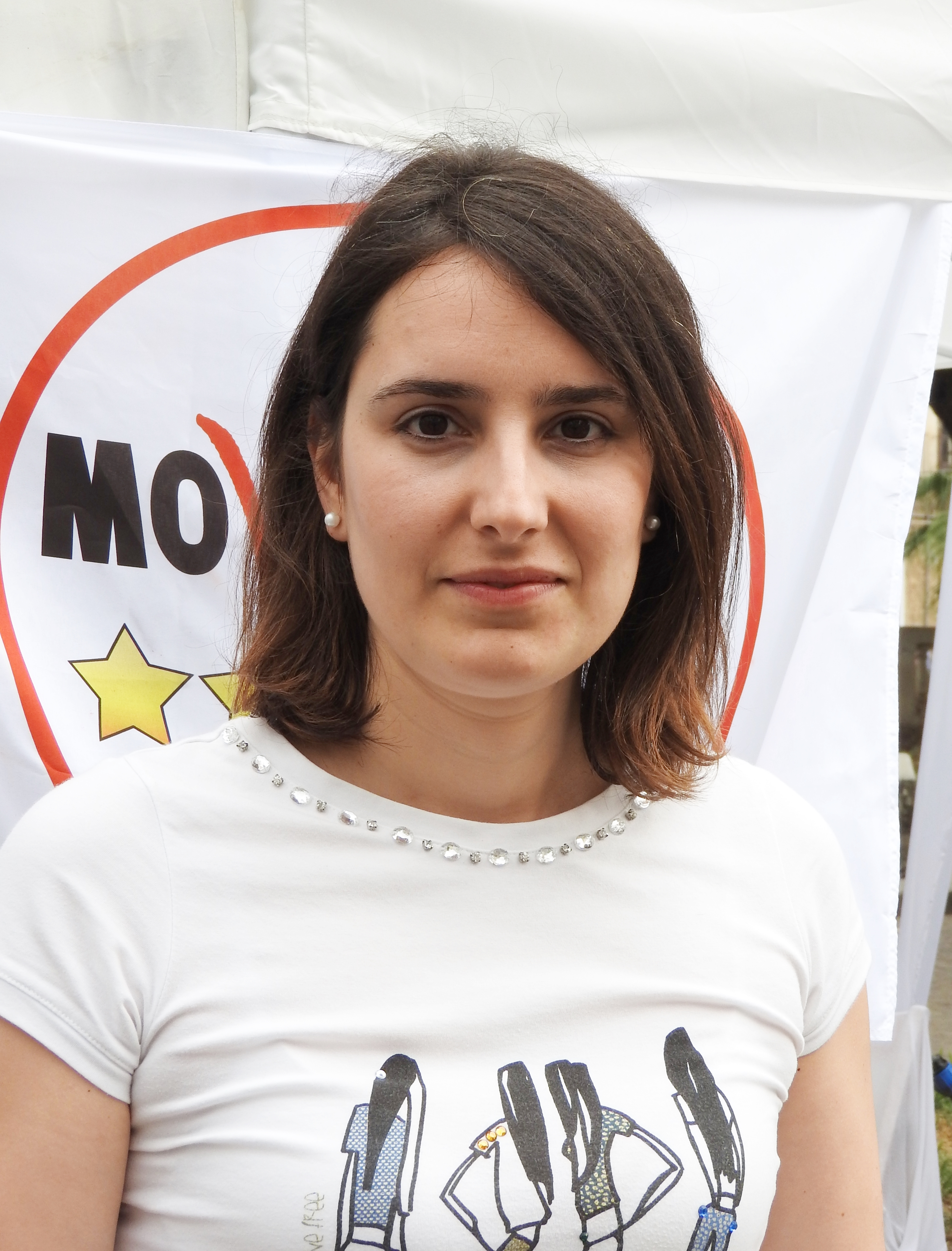
Laura Ferrara, 2016

Laura Ferrara (* 11. September 1983 in Neapel) ist eine italienische Politikerin des Movimento 5 Stelle. Sie ist seit 2014 Mitglied des Europäischen Parlaments.

## Leben
Ferrara wuchs in Cosenza auf. Sie absolvierte von 2000 bis 2004 ein Jurastudium an der Universität Kalabrien und anschließend bis 2008 ein ebenfalls rechtswissenschaftliches Aufbaustudium an der Universität Bologna. Seit 2012 ist sie bei der Anwaltskammer Cosenza als Rechtsanwältin zugelassen. Sie promovierte 2014 an der Universität Florenz im Fach Theorie und Geschichte der Menschenrechte mit einer Arbeit über psychiatrische Krankenhäuser des Maßregelvollzugs.
Ferrara wurde bei der Europawahl 2014 im Wahlkreis Süditalien für die populistische 5-Sterne-Bewegung in das Europäische Parlament gewählt. Dort saß sie in der Legislaturperiode bis 2019 in der EU-skeptischen Fraktion Europa der Freiheit und der direkten Demokratie und war Mitglied im Rechtsausschuss (von 2017 bis 2019 stellvertretende Vorsitzende). Zudem ist sie – auch nach ihrer Wiederwahl 2019 – Mitglied im Ausschuss für bürgerliche Freiheiten, Justiz und Inneres. Ferrara ist außerdem Delegierte in der Paritätischen Parlamentarischen Versammlung AKP-EU.